# Herb województwa sieradzkiego
Herb województwa sieradzkiego – herb ziemski, symbol województwa sieradzkiego wchodzącego w skład Korony Królestwa Polskiego.

## Blazonowanie
Herb przedstawiał w złoto-czerwonym polu hybrydę kujawską. Bestia heraldyczna została zaczerpnięta z herbu Kujaw i występowała także w herbie województwa łęczyckiego.

### Opisy w źródłach historycznych
Ziemia sieradzka szósta, jako symbol ma w jednej połowie pole jasne lub złote, a w nim połowę czarnego orła w koronie, w drugiej połowie białego lwa również przepołowionego w koronie na czerwonym polu, grzbietami są ze sobą połączone.

Województwo sieradzkie nosi herb: w polu czerwonem pół orła czarnego, a na żółtem pół lwa czerwonego w koronie złotej.

Woiewodztwo Sierádzkie, nośi puł Lwá cżerwonego, á puł Orłá cżarnego, w Koronie złotey.

Herb województwa przedstawiał pół orła czarnego w czerwonem polu i pół lwa czerwonego w żółtem polu, w koronie złotej, pokrywającej obie głowy.

## Historia

### W Królestwie Kongresowym
Historyczny herb ziemi sieradzkiej został w XIX wieku włączony wraz ze zmodyfikowanymi herbami przedrozbiorowego województwa kaliskiego oraz ziemi wieluńskiej w herb nowego województwa kaliskiego.

### W II Rzeczypospolitej
Według przygotowanego w 1928 roku projektu rozporządzenia prezydenta II Rzeczypospolitej herb dawnego województwa sieradzkiego miał stanowić część herbu województwa łódzkiego.

### Współcześnie
Dawny herb województwa sieradzkiego na tarczy hiszpańskiej jest dziś herbem powiatu sieradzkiego. Stanowi też część herbu województwa łódzkiego.

## Galeria

### Województwo sieradzkie

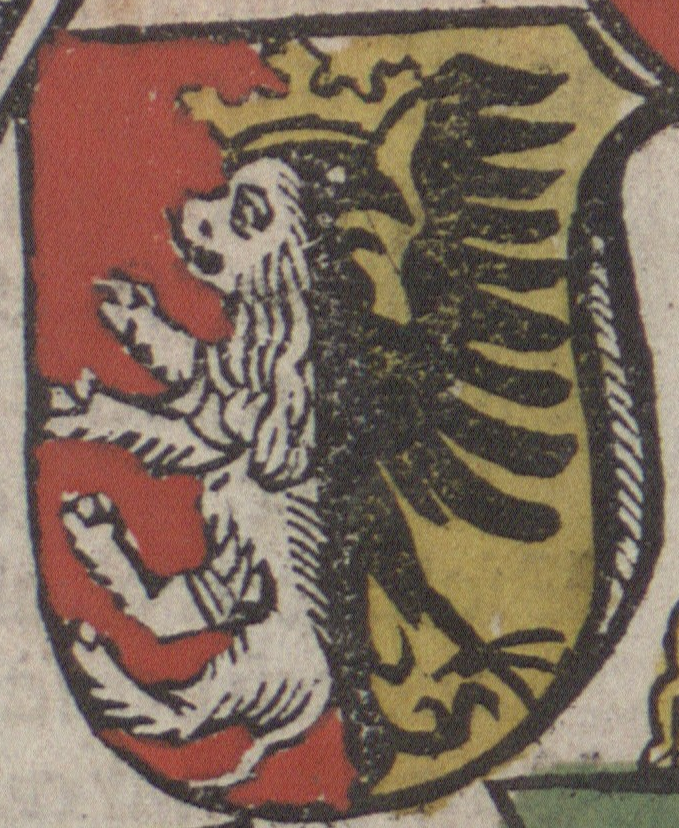
Herb ziemi sieradzkiej w Statucie Łaskiego (1506)
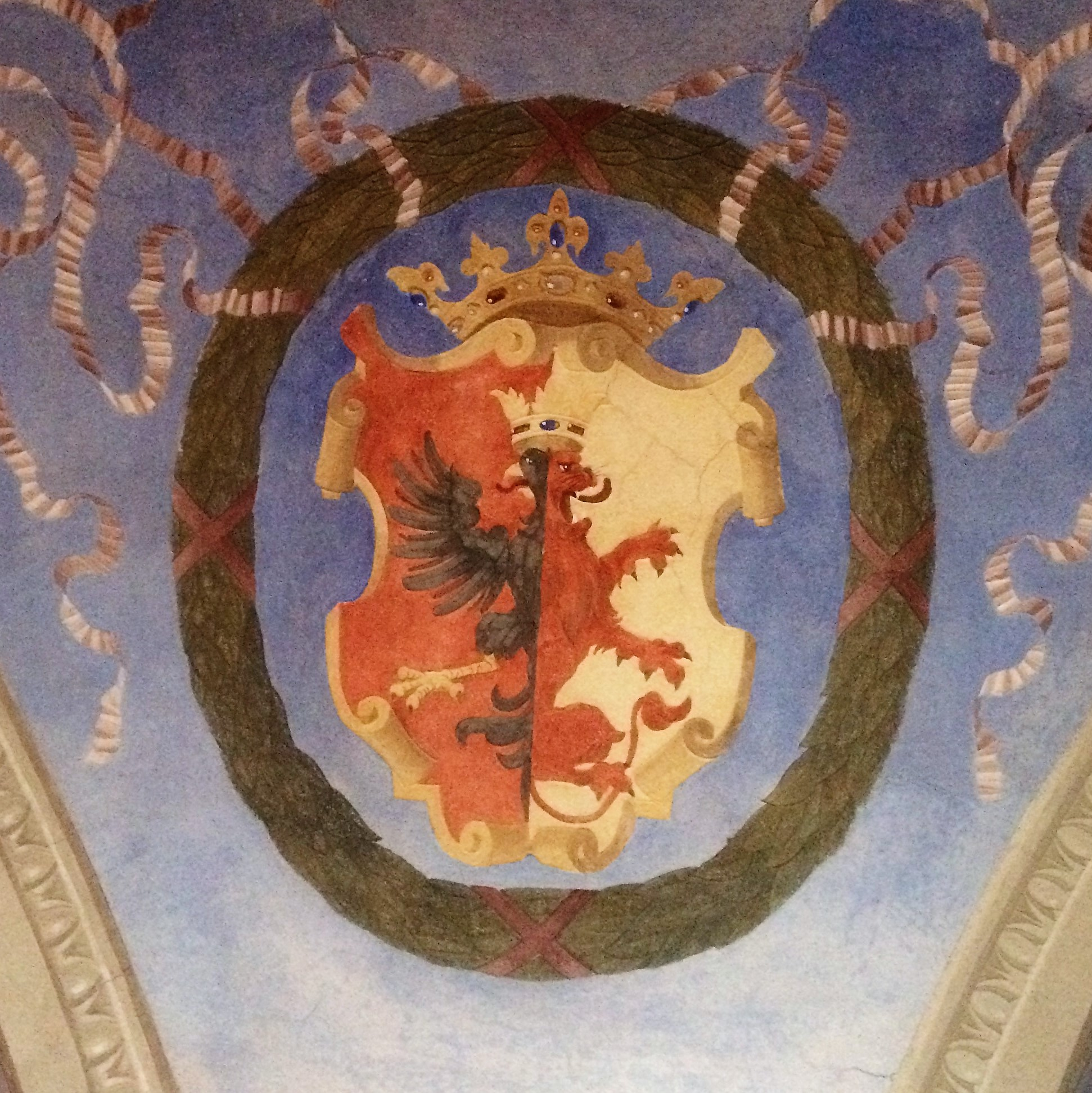
Herb województwa sieradzkiego na sklepieniu dawnej Izby Poselskiej na Zamku Królewskim w Warszawie
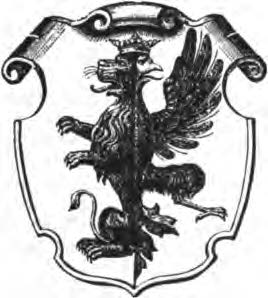
Herb województwa sieradzkiego w herbarzu Kaspra Niesieckiego (1743)
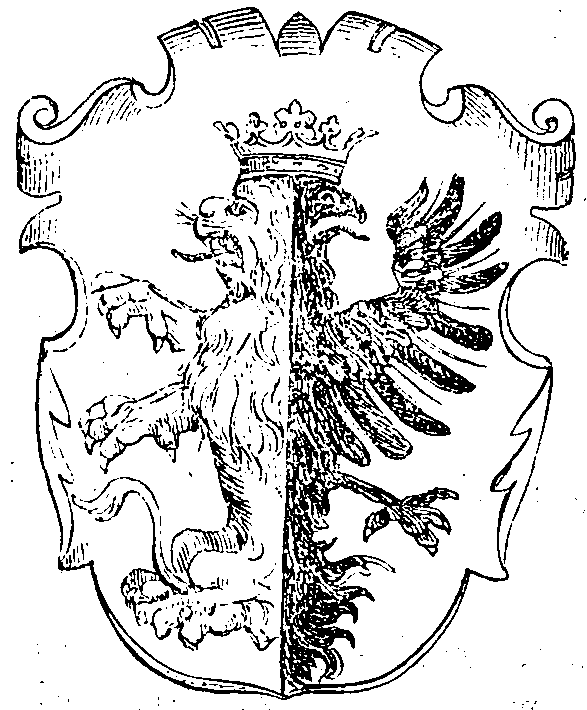
Herb województwa sieradzkiego w XIX-wiecznym wydaniu herbarza Bartosza Paprockiego (1858)
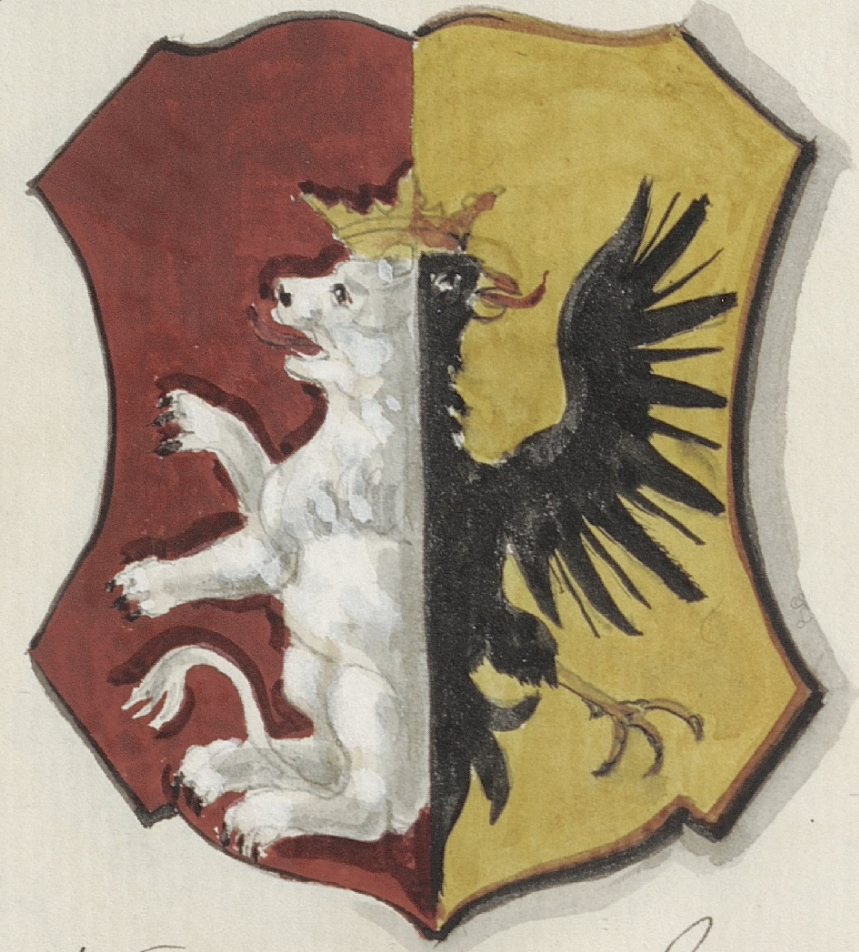
Herb województwa sieradzkiego w herbarzu Bolesława Starzyńskiego (1875–1900)
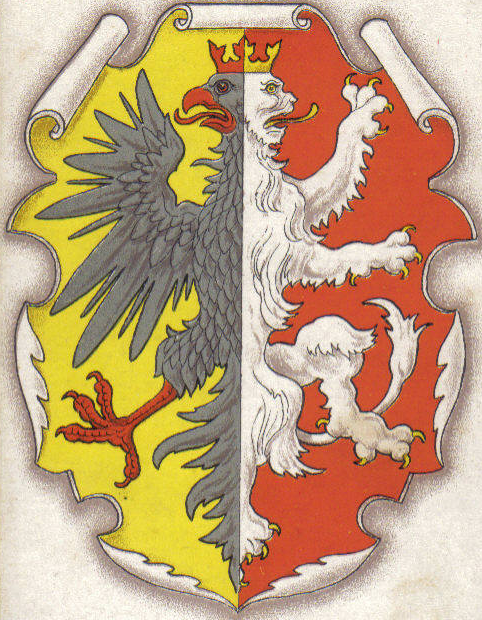
Herb województwa sieradzkiego w wykonaniu Stanisława Eljasz-Radzikowskiego na jednej z pocztówek wydanych przez Towarzystwo Szkoły Ludowej (1910)
Współczesna rekonstrukcja herbu województwa sieradzkiego z czasów I Rzeczypospolitej

### Królestwo Kongresowe

Herb województwa kaliskiego (1816-1837)
Herb guberni warszawskiej do 1866 roku

### II Rzeczpospolita

Herb województwa łódzkiego

### Współcześnie

Herb województwa łódzkiego
Herb powiatu bełchatowskiego
Herb powiatu pabianickiego w latach 1999–2009
Herb powiatu radomszczańskiego
Herb powiatu sieradzkiego